# Escut de Llimiana
L'escut oficial de Llimiana té el següent blasonament:
Escut caironat: de sinople, un castell d'or tancat de sable acostat d'un escudet d'or amb un lleó de sable armat de gules, a la destra, i d'un escudet d'or amb 4 pals de gules a la sinistra. Per timbre una corona mural de vila.

## Història

Escut antic de Llimiana

Va ser aprovat el 16 de març de 2000 i publicat en el DOGC el 14 d'abril del mateix any amb el número 3121, substituint l'escut existent anteriorment en el qual es representava el Santuari de Llimiana, de colors naturals; peu d'or, amb dues LL de sable.

S'hi veu el castell de la vila (segle xi), que fou una de les fortificacions a la frontera entre els comtats de Pallars i Urgell, prop dels territoris musulmans. Va pertànyer a diverses famílies fins al 1481, any en què el rei Ferran el Catòlic el va donar a Joan de Lanuza; sis anys més tard, va tornar a la jurisdicció dels reis.
Els dos escudets a banda i banda del castell són les armes dels Lanuza (un lleó de sable sobre camper d'or) i les armes reials de Catalunya (quatre pals de gules sobre camper d'or).